# Wolfgang Schmidt-Futterer
Wolfgang Schmidt-Futterer (* 4. Oktober 1927 in Brieg; † 2. April 1978) war ein deutscher Zivilrichter am Landgericht Mannheim und spezialisiert auf das Mietrecht.

## Leben
Während des Zweiten Weltkriegs legte er das Notabitur ab und wurde anschließend zur Wehrmacht für den Fronteinsatz eingezogen. Dort erlitt er Verbrennungen, die zur Erblindung an beiden Augen führten. Trotz der beschränkten akademischen Berufsmöglichkeiten nahm er das Studium der Rechtswissenschaft an der Universität Göttingen auf. Nach dem ersten Staatsexamen siedelte er nach Mannheim über. Dort bestand er sein Assessorexamen und trat in den baden-württembergischen Justizdienst ein. Er war bis zu seinem Lebensende als Zivilrichter am Landgericht Mannheim tätig.
Als Mitglied einer Berufungs- und Beschwerdekammer befasste er sich unter anderem mit dem Mietrecht. Durch Aufsätze in Fachzeitschriften erarbeitete er sich den Ruf als Experte auf diesem Rechtsgebiet. So galt er in den 1970ern als einer der besten Kenner des deutschen Mietrechts („Mietrechts-Papst“).
Wolfgang Schmidt-Futterer hat mehrere Bücher zum Mietrecht verfasst, z. B. das Beck’sche Rechtslexikon „Mietrecht“ (1969), das jährlich neu aufgelegt wurde und von dem zu Lebzeiten des Autors rund 100.000 Exemplare verkauft wurden. Mit „Miete und Pacht“ brachte er ab 1972 ein populärwissenschaftliches Werk zu diesem Thema heraus.
Sein bedeutendstes Werk ist der 1974 in erster Auflage erschienene Kommentar „Wohnraumschutzgesetze“. Anlass hierfür war die Reform des Mietrechts durch die sozial-liberale Regierung. Schmidt-Futterer war zwar parteipolitisch ungebunden, stand jedoch den Ideen der Sozialdemokratie nahe. Er wollte daher eine wissenschaftlich fundierte Kommentierung erarbeiten, um zu zeigen, dass ein sozial ausgestaltetes Privatrecht durchaus mit marktwirtschaftlichen Gegebenheiten in Einklang zu bringen ist. Dies brachte ihm von Gegnern die abschätzige Bezeichnung „roter Wolfgang“ ein. Das Werk wurde dennoch von der Praxis begeistert aufgenommen und entwickelte sich rasch zu einem Standardkommentar. Auch nach Schmidt-Futterers Tod wurde der Kommentar unter seinem Namen weitergeführt. Der „Schmidt-Futterer“ erschien zuletzt 2024 in der 16. Auflage.
Wolfgang Schmidt-Futterer starb am 2. April 1978 an einem plötzlichen Herzversagen. Der Deutsche Mietgerichtstag vergibt ihm zu Ehren seit 2003 jährlich den mit 4.000 Euro dotierten Schmidt-Futterer-Preis für herausragende wissenschaftliche Monografien mit mietrechtlichem Schwerpunkt.